# Villa Angarano

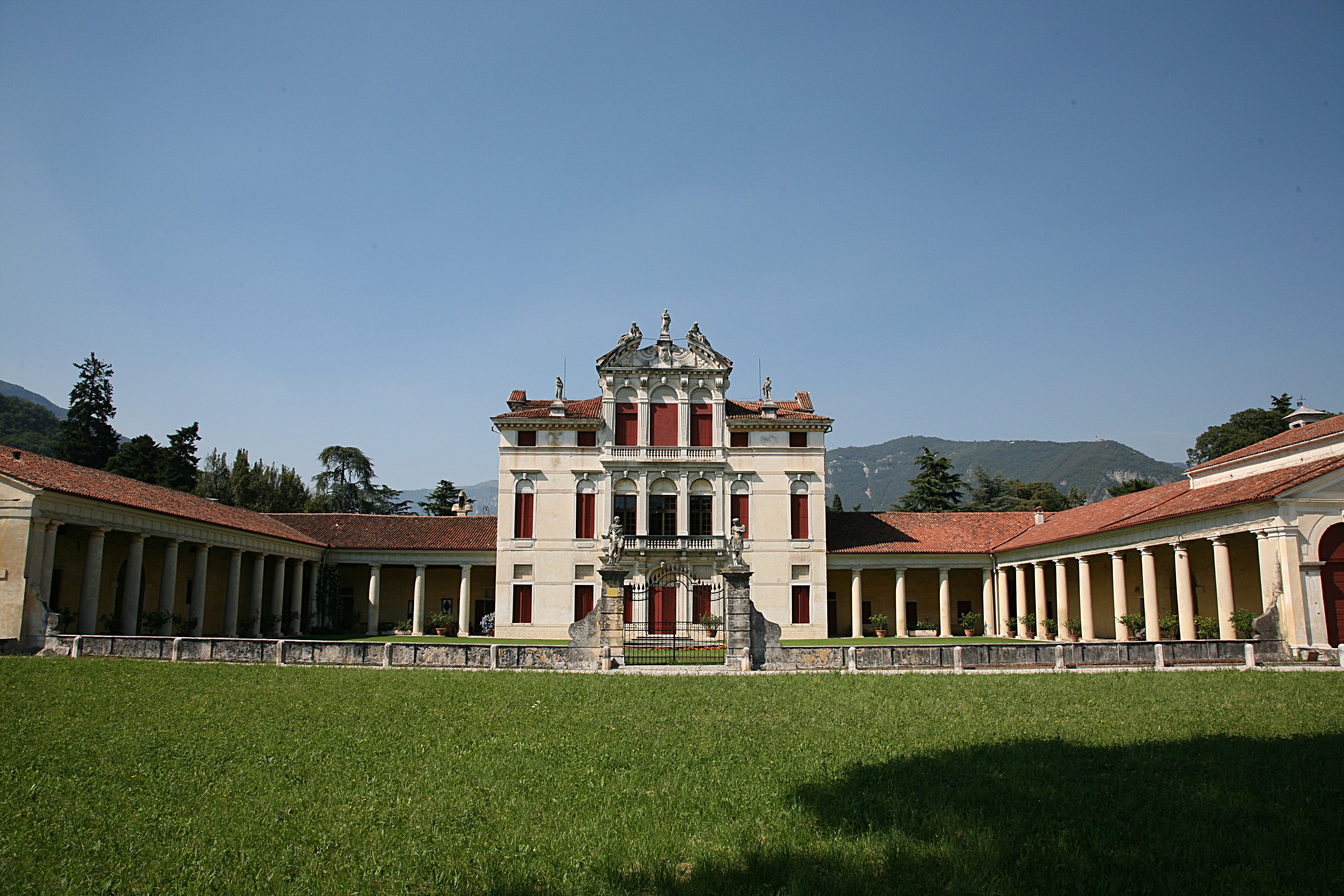
Villa Angarano.

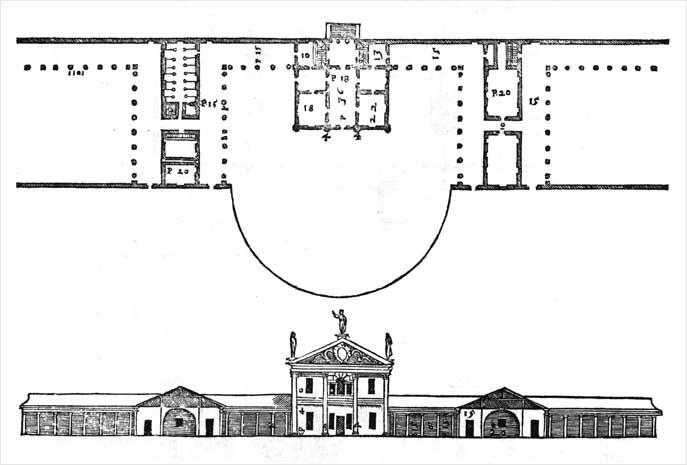
Bản vẽ của dự án ban đầu của Andrea Palladio, trong cuốn sách I Quattro Libri dell'Architettura, 1570.

Villa Angarano (Dinh thự Angarano) hay Villa Angarano Bianchi Michiel là một dinh thự ở Bassano del Grappa, Veneto, phía bắc Ý. Ban đầu nó được thiết kế bởi Andrea Palladio, người công bố một thiết kế trong cuốn sách I quattro libri dell'architettura.

## Lịch sử
Công việc đã được bắt đầu trên thiết kế của Palladio vào những năm 1540. Một quyết định dường như đã đạt được, một ngôi nhà đã có từ trước ở giữa khu vực định xây dựng. Vì lý do tài chính, suýt chút nữa tòa nhà đã không được hoàn thành. Tuy nhiên, tòa nhà trung tâm cuối cùng đã được xây dựng lại theo một thiết kế của Baldassarre Longhena, mà không phải là theo thiết kế của Palladio.
Thiết kế ban đầu bao gồm hầm rượu, chuồng ngựa, chuồng nuôi chim bồ câu, nhà để rượu vang và các không gian tiện dụng khác. Mặc dù việc xây dựng dinh thự chỉ có đóng góp một phần của kiến trúc sư Palladio, nhưng nó vẫn được UNESCO công nhận là một di sản thế giới, một phần di sản kiến trúc của Palladio, với tên Thành phố Vicenza và các biệt thự do Palladio thiết kế ở Veneto.